# 양후습지공원

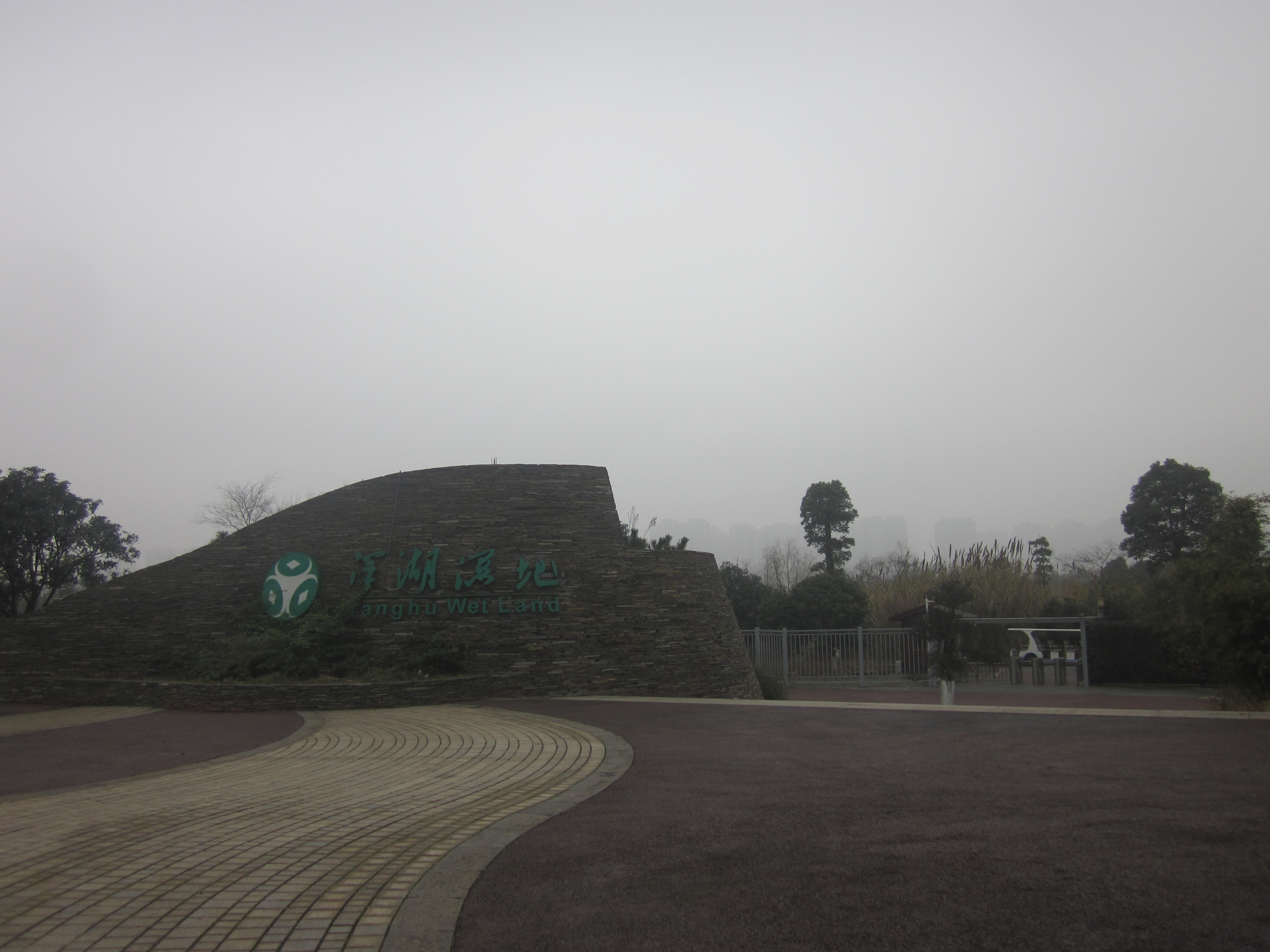

양후습지공원(중국어 간체자: 洋湖湿地公园, 정체자: 洋湖濕地公园, 병음: Yánghú Shīdì Gōngyuán, Yanghu Wetland Park)은 중화인민공화국 후난성 창사시 서부에 위치한 공공 습지 공원이다. 면적이 0.53평방 킬로미터(0.20평방 마일)인 이 공원은 2010년에 설립되었으며 2011년에 대중에게 공개되었다. 웨루구 양후 가도에 위치해 있다.